# Kasper Wojakowski (zm. 1669)
Kasper Wojakowski herbu Brochwicz (zm. w 1669 roku) – sędzia ziemski przemyski w latach 1660–1667, podsędek przemyski w latach 1655–1660, podstoli przemyski w latach 1646–1655, sędzia kapturowy ziemi przemyskiej w 1668 roku, rotmistrz wojska powiatowego ziemi przemyskiej w 1656 roku.
Poseł sejmiku wiszeńskiego na sejm zwyczajny 1652 roku, sejm nadzwyczajny 1654 roku, sejm 1658 roku, sejm 1659 roku, sejm 1664/1665 roku, sejm 1665 roku, drugi sejm 1666 roku, sejm nadzwyczajny 1668 roku, sejm nadzwyczajny abdykacyjny 1668 roku.